# Bandera de Los Ángeles
La bandera de Los Ángeles está compuesta por tres franjas verticales dentadas de colores verde, oro y rojo, que representan olivares (verde), naranjales (oro) y viñedos (rojo). Fue diseñada por Roy E. Silent y E. S. Jones en 1931. En ella, aparece el sello de la ciudad en el centro.
En la ceremonia de clausura de los Juegos Olímpicos de Moscú, el 3 de agosto de 1980, se izó la bandera de Los Ángeles como símbolo de la siguiente sede olímpica, en lugar de la bandera de los Estados Unidos, lo que se percibió como una respuesta al boicot de los estadounidenses al evento.
Su sello ubicado en el centro de bandera también hace referencia a su legado hispánico, teniendo en cuenta que el número 1781 hace referencia a la fecha de fundación, el León y el Castillo por la soberanía española y el rosario que rodea el sello hace referencia a las misiones religiosas.